# Мегура (Хулубешть, Димбовіца)
Мегура (рум. Măgura) — село у повіті Димбовіца в Румунії. Входить до складу комуни Хулубешть.
Село розташоване на відстані 81 км на північний захід від Бухареста, 20 км на південний захід від Тирговіште, 126 км на північний схід від Крайови, 95 км на південь від Брашова.

## Населення
За даними перепису населення 2002 року у селі проживали 737 осіб, усі — румуни. Усі жителі села рідною мовою назвали румунську.